# اچ‌ام‌اس پندنیس (۱۶۷۹)
اچ‌ام‌اس پندنیس (۱۶۷۹) (به انگلیسی: HMS Pendennis (1679)) یک کشتی بود که طول آن ۱۵۰ فوت (۴۵٫۷ متر) بود.